# Ernst Marischka
Ernst Marischka (2. ledna 1893, Vídeň, Rakousko - 12. května 1963, Chur, Švýcarsko) byl rakouský scenárista s českými kořeny, textař a režisér, bratr režiséra Huberta Marischky, strýc herců a režisérů France Marischky a Georga Marischky, děd herečky Nicoly Marischkové.
Byl znám také jako divadelní operetní režisér. Ve filmu začal pracovat díky svému bratrovi Hubertovi, který jej seznámil s rakouským filmovým průkopníkem a podnikatelem Alexandrem Kolowratem, pro něhož pak roce 1913 ještě hluboko v éře němého filmu vznikl jeho první filmový scénář. Později se stal i režisérem. V éře zvukového filmu zejména zpočátku točil výpravné a na kostýmy bohaté filmy a jednoduchým dějem natáčené často na různá historická témata, někdy se jednalo i o filmové přepisy oper a operet.
Proslul zejména svojí spoluprací s tehdy mladičkou herečkou Romy Schneiderovou a jejich známou filmovou trilogii o císařovně Alžbětě Bavorské: Sissi, Sissi, mladá císařovna, Sissi, osudová léta císařovny.
Po svém dědovi byl českého původu. Během svého života se podílel na vzniku asi 120 hraných filmů.

## Filmografie s Romy Schneiderovou
- 1957 Sissi - osudová léta císařovny
- 1956 Sissi, mladá císařovna
- 1955 Hudba pro císaře
- 1955 Sissi
- 1954 Královna Viktorie

## Ocenění
- V roce 1945 byl nominován na Oscara za nejlepší scénář snímku A Song to Remember.
- Od roku 2009 je po něm a po jeho bratru Hubertovi pojmenována ve Vídni ulice ve čtvrti Floridsdorf